# Sabine Kunst

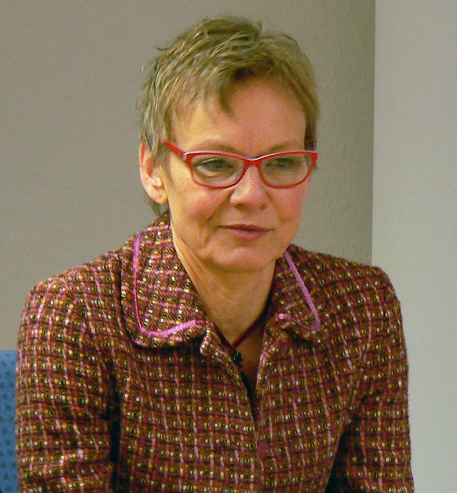
Sabine Kunst, 2014

Sabine Eike Kunst (* 30. Dezember 1954 in Wesselburen, Kreis Dithmarschen) ist eine deutsche Ingenieurwissenschaftlerin, Hochschullehrerin und Politikerin (SPD). Von 1991 bis 2007 hatte sie einen Lehrstuhl für Biologische Verfahrenstechnik an der Universität Hannover inne. Sie war ab 2007 vier Jahre lang Präsidentin der Universität Potsdam und von 2010 bis 2011 Präsidentin des Deutschen Akademischen Austauschdienstes (DAAD). Von 2011 bis 2016 war Kunst Ministerin für Wissenschaft, Forschung und Kultur des Landes Brandenburg. Von 2016 bis zu ihrem Rücktritt 2021 war sie Präsidentin der Humboldt-Universität zu Berlin. Seit 2022 ist sie Vorstandsvorsitzende der Hamburger Joachim Herz Stiftung.

## Leben und Werdegang

### Studium und wissenschaftliche Karriere, Universität Hannover, ZEW Berlin und TU Hamburg-Harburg (1972–2007)
In ihrem Studium 1972–1982 unter anderem in Hannover belegte sie neben Wasserbauingenieurswesen und Politologie die Fächer Chemie, Biologie und Philosophie. 1982 wurde sie zum Dr.-Ing. im Fach Umweltbiotechnologie, Bauingenieur- u. Vermessungswesen promoviert. Acht Jahre später legte sie eine weitere Promotion zum Dr. phil. in Politikwissenschaft, Bereich Technikbewertung und Interdisziplinarität ab. Ihre Habilitation erfolgte ebenfalls 1990 am Fachbereich Bauingenieur- und Vermessungswesen der Universität Hannover mit einer venia legendi für Wasser- und Abwasserbiologie.
1979–1984 arbeitete sie als wissenschaftliche Assistentin am Institut für Siedlungswasserwirtschaft und Abfalltechnik der Universität Hannover. 1984–1985 war Kunst wissenschaftliche Mitarbeiterin der Zentralen Einrichtung für Weiterbildung (ZEW) in Berlin. Lehraufträge für Umweltbiotechnologie und Abwasserbiologie an der TH Darmstadt übernahm sie 1985 bis 1987. Hauptamtlich war sie 1986–1990 wissenschaftliche Mitarbeiterin im Bereich Abfallwirtschaft beim Umweltbundesamt Berlin. Eine Vertretungsprofessur besetzte Kunst von 1991 bis 1994 in den Studiengängen Bauingenieurwesen und Verfahrenstechnik an der TU Hamburg-Harburg.
Kunst wurde 1991 als Universitätsprofessorin auf den Lehrstuhl für Biologische Verfahrenstechnik am Fachbereich Bauingenieur- und Vermessungswesen an der Universität Hannover berufen. Diesen hatte sie bis 2007 inne. Von 1998 bis 2000 war sie zudem Dekanin der Internationalen Frauenuniversität (ifu) für den Projektbereich Wasser. Diese veranstaltete im Rahmen der EXPO 2000 ein interdisziplinäres und internationales Lehr- und Forschungsangebot für 700 Studierende aus 130 Ländern. In der universitären Selbstverwaltung übernahm Kunst 2003–2005 die Aufgaben eines Director of International Affairs der Universität Hannover. Geschäftsführende Leiterin der Weiterbildung WBBau der Universität Hannover war sie 2004–2007. Als gewählte Vizepräsidentin für Lehre, Studium, Weiterbildung und Internationales der Universität Hannover amtierte sie 2005–2007.

### Präsidentin der Universität Potsdam und Präsidentin des DAAD (2006–2011)
Der elfköpfige Senat der Universität Potsdam wählte am 20. Juli 2006 Sabine Kunst einstimmig zur neuen Präsidentin der Universität. Das Amt trat sie ab 1. Januar 2007 für eine sechsjährige Amtszeit bis 31. Dezember 2012 an.
Die damals 55-Jährige wurde am 30. Juni 2010 in Bonn von der Mitgliederversammlung des Deutschen Akademischen Austauschdienstes (DAAD) mit großer Mehrheit zur Präsidentin des DAAD gewählt und trat dieses Ehrenamt tags darauf am 1. Juli an. Kunst war die erste Frau an der Spitze des DAAD.
Auslandserfahrungen sammelte Kunst unter anderem 1985 bei einem Forschungsaufenthalt in Guangzhou, China, über die Inbetriebnahme von Biogasanlagen. 1986–1989 kooperierte sie mit der Gesellschaft für Technische Zusammenarbeit (GTZ) in Bolivien und Peru. In La Paz, dem Regierungssitz Boliviens, kümmerte sich die Ingenieurin um den Bau von Teichanlagen in Slumgebieten. Bis 2007 verfolgte sie vielfältige Projekte in der internationalen Forschung in Südafrika, Mexiko, Costa Rica, Brasilien und Sibirien zur Ressource Wasser.
2010 bewarb sich Kunst um das Amt der Präsidentin der Universität Leipzig, fiel allerdings bereits im ersten Wahlgang durch. Zur selben Zeit wurde sie vom Centrum für Hochschulentwicklung und der Financial Times Deutschland mit dem Preis „Hochschulmanagerin des Jahres“ ausgezeichnet.

### Wissenschaftsministerin im Land Brandenburg (2011–2015)
Am 23. Februar 2011 trat Kunst die Nachfolge von Martina Münch (SPD) als brandenburgische Ministerin für Wissenschaft, Forschung und Kultur im Kabinett Platzeck III / Kabinett Woidke I an. Zuvor hatte sie ihr Amt als Präsidentin der Universität Potsdam aufgegeben, ebenso wie das Ehrenamt als DAAD-Präsidentin.
Auf harte Kritik stieß Kunsts Vorhaben einer Zwangsfusion der BTU Cottbus und der Hochschule Lausitz. In der Folge forderten unter anderem die Jusos Brandenburg und der Studierendenrat Cottbus den Rücktritt von ihrem Amt als Wissenschaftsministerin.
In der Neuauflage der rot-roten Koalition ab 5. November 2014 als Kabinett Woidke II behielt Kunst ihren Ministerposten. Im Dezember 2014 trat sie der SPD bei.

### Präsidentin der HU Berlin (2015–2021)
Im Dezember 2015 wurde Kunst als einzige Kandidatin vom Kuratorium der Humboldt-Universität zu Berlin (HU) für das Amt der Universitätspräsidentin vorgeschlagen und am 19. Januar 2016 vom Konzil der HU mit 49 Ja- gegen 6 Nein-Stimmen (bei 2 ungültigen) gewählt. Unter Kunsts Leitung entließ das HU-Präsidium Anfang 2017 den Stadtsoziologen Andrej Holm wegen arglistiger Täuschung über seine frühere Tätigkeit für die DDR-Staatssicherheit. Nachdem Holm die Falschangabe eingeräumt und bedauert hatte, nahm Kunst die Kündigung zurück und sprach stattdessen nur eine Abmahnung aus. Dies kritisierten wiederum Politiker der CDU und AfD sowie der Leiter der Stasi-Gedenkstätte Hohenschönhausen, Hubertus Knabe.
Im Streit um den Geschichtsprofessor Jörg Baberowski benannte Kunst die Wissenschaftsfreiheit als „höchstes Gut“. Im Juli 2018 klagte das Präsidium gegen die Studierendenvertretung der Humboldt-Universität auf Veröffentlichung der Namen von Mitgliedern des Referent_innenrats (AStA der HU). Die Studentenvertreter befürchteten im Fall der Veröffentlichung Anfeindungen der AfD und rechten Gruppen.
Der Referent_innenrat sprach sich gegen eine Wiederwahl Kunsts als HU-Präsidentin aus und forderte eine Gegenkandidatur. Das Konzil der Universität wählte Kunst im November 2020 mit 30 Ja-Stimmen bei 18 Nein-Stimmen und 5 ungültigen Stimmen für eine zweite Amtszeit ab Mai 2021.
Im Oktober 2021 kündigte sie in einer Stellungnahme an, aus Protest gegen das neue Berliner Hochschulgesetz zum Ende des Jahres 2021 von ihrer Position als Präsidentin zurücktreten zu wollen. An ihrem vorletzten Amtstag, dem 30. Dezember 2021, erhob Kunst im Namen der HU beim Bundesverfassungsgericht Verfassungsbeschwerde gegen das Berliner Hochschulgesetz. Dies führte zu Unmut unter den Mitgliedern des Akademischen Senates, die in das Verfahren nicht einbezogen worden waren. Nach einer von Gremienmitgliedern erhobenen Rechtsaufsichtsbeschwerde beurteilte die Senatsverwaltung für Wissenschaft, Gesundheit, Pflege und Gleichstellung die Nichtbeteiligung des Akademischen Senates als rechtswidrig.

### Vorstandsvorsitz der Joachim Herz Stiftung (seit 2022)
Seit Januar 2022 ist Kunst in Hamburg die Vorstandsvorsitzende der Joachim Herz Stiftung.

### Sonstiges
Kunst ist verheiratet, wohnt seit 2007 in Werder (Havel) und hat drei erwachsene Kinder. Kunst hat sechs Geschwister. Kirsten Fehrs, die Bischöfin der Nordkirche im Sprengel Hamburg und Lübeck, ist ihre Schwester.

## Mitgliedschaften
- Mitglied Deutsche Akademie der Technikwissenschaften (acatech)
- Vorsitzende Stiftungsrat, Zentrale Evaluations- und Akkreditierungsagentur, ZEvA
- Mitglied der Martin-Buber-Association (Deutschland-Israel-Kooperation)
- Vorstandsvorsitzende der Arbeits- und Servicestelle für Internationale Studienbewerbungen e. V. (uni-assist)
- Sprecherin (Gründungsmitglied) des Netzwerk Mittelgroße Universitäten
- Mitglied der Strategie- u. Planungskommission der Hochschulrektorenkonferenz (HRK)
- Mitglied des Rundfunkrats Rundfunk Berlin Brandenburg (rbb)[1]
- Vorsitzende des Hochschulrats der Universität Bielefeld (Amtszeit: 2023 bis 2028)[24]

## Auszeichnungen

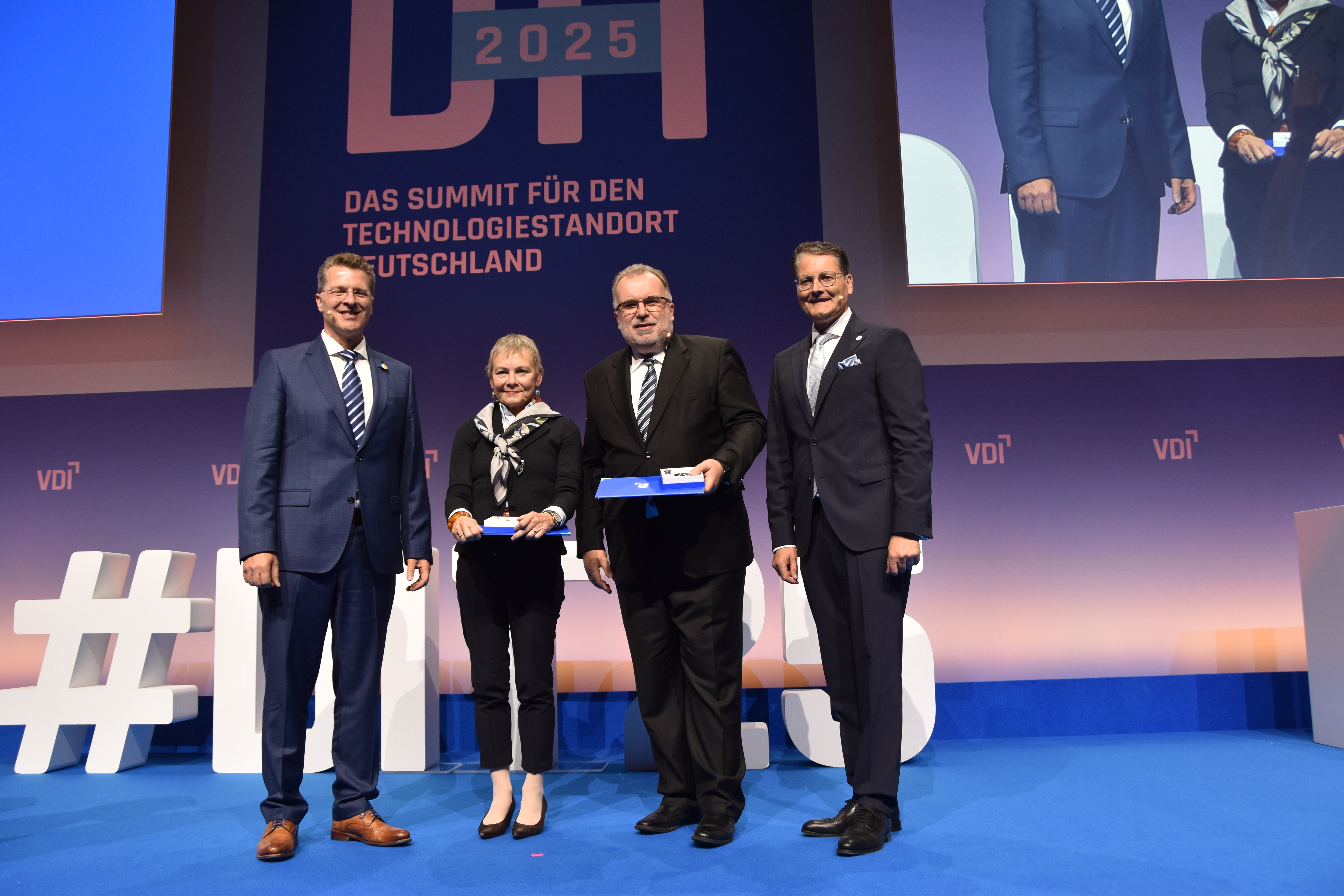
Sabine Kunst während der Verleihung der Grashof-Denkmünzen an sie und Siegfried Russwurm, links VDI-Präsident Lutz Eckstein, rechts VDI-Direktor Adrian Willig

- 2010 verlieh ihr die Financial Times Deutschland und das Centrum für Hochschulentwicklung, welches der Bertelsmann Stiftung nahesteht, den Preis zur „Hochschulmanagerin des Jahres 2010“.[25]
- 2020 wurde ihr vom Centrum für Hochschulentwicklung (CHE) und der Wochenzeitung DIE ZEIT ein Special Award verliehen.[26]
- 2025 ehrte sie der Verein Deutscher Ingenieure (VDI) mit der Grashof-Denkmünze.[27]

## Publikationen
- Biologie der Abwasserreinigung (mit Klaus Mudrack) Spektrum Akad. Verlag, Heidelberg 2009, 5., vollst. überarb. und erw. Auflage (Erstauflage 1985)
- Abwasserreinigung in verstädterten Orten Shaker, Aachen 2004
- Sustainable water and soil management Springer, Berlin 2002
- Betriebsprobleme auf Kläranlagen durch Blähschlamm, Schwimmschlamm, Schaum Springer, Berlin 2000